# MOTH POET HOTEL
『MOTH POET HOTEL』（モス・ポエト・ホテル）は、イギリスのロックバンド「モット・ザ・フープル」に捧げるトリビュート・アルバムである。日本限定で企画され、日本コロムビアのレーベルTRIADより1996年にリリースされた。このCDアルバムを計画したのはモット・ザ・フープルのキーボーディストモーガン・フィッシャーであり、フィッシャーがプロデュースも務めた。モット・ザ・フープルのためのトリビュート・アルバムとしては世界初である。
アルバム参加者は、モーガン・フィッシャー、クイーンのギタリストブライアン・メイ、ザ・イエロー・モンキー、ザ・ハイロウズ、THE BOOMのボーカリスト宮沢和史、ヒートウェイヴなど。
モーガン・フィッシャーは1980年代から日本に在住し、多くの日本のミュージシャンと一緒に活動している。フィッシャーはヒートウェイヴを高く評価し、このバンドのギター・ボーカルの山口洋とは付き合いが長い。そのようなミュージシャンが結集して発表されたのがアルバム『MOTH POET HOTEL』である。
アルバムのジャケットに、モット・ザ・フープルのボーカリストイアン・ハンターが使用するH字型ギターの絵が描かれている。
1曲目はボーカル参加者によるメドレー。2曲目以降は単独ミュージシャンまたは単独バンドによる楽曲。英語の原歌詞を再解釈した日本語歌詞の楽曲が4曲あり（3、4、6、7曲目）、イアン・ハンターはそれら日本語アレンジ歌詞を英語に翻訳したものを読みアレンジ歌詞の内容を気に入った。
2000年にイギリスのインディー・レーベルのエンジェル・エアー（Angel Air）からこのアルバムをイギリスとアメリカでリリースする計画があった。しかしブライアン・メイのマネージャーはこの小さなレーベルではリリースできないと考え、エンジェル・エアーの側ではブライアン・メイの参加楽曲を除外してリリースすることを望まなかったため計画は実現しなかった。

## 収録曲
01. すべての若き野郎ども ("All the Young Dudes") - 5:14
作詞: デヴィッド・ボウイ
作曲: デヴィッド・ボウイ
カバーアーティスト: モス・ポエト・オールスターズ (Moth Poet All Stars)
英語の原歌詞によるメドレー。モス・ポエト・オールスターズとはこの曲のボーカル参加者のこと。
モーガン・フィッシャーはこの楽曲を1つのバンドが演奏するのではなくバンド・エイドの「Do They Know It's Christmas?」のようにジョイントで行こうと決めた。「すべての若き野郎ども」は「当然」皆が最もカバーしたい楽曲であるため、1バンドに任せた場合に起こり得る他のバンドの動揺や混乱を避けることが考慮された。
オープニングのverseはアコースティック・ギターとBeatleyチェロ。フィッシャーはイントロに使うために、サッカーの大観衆と、若いコックニーのラッド（Lad）が殴り合いの喧嘩をする擬態のサウンドエフェクトをブルー・ウィーヴァー（Blue Weaver）に頼んだ。オープニングのサウンドエフェクトはモーガン・フィッシャーらしさが出ている。
ピアノ、オルガン、ヴィブラフォン、バッキング・ボーカルはフィッシャーが担当した。
イアン・ハンターがライブでするように、モス・ポエト・オールスターズが順番に「I'm a Dude dad!」と歌い継ぐ部分がある（mid section）。
| verse 1     | 小暮"SHÄKE"武彦（サイコデリシャス、レッド・ウォーリアーズ、レベッカ）                                                                           |
| verse 1'    | 森重樹一（ZIGGY） |
| bridge 1    | 延原達治（ザ・プライベーツ） |
| bridge 1'   | 流賀良志彦（ザ・イージー・ウォーカーズ） |
| verse 2     | 吉井和哉（ザ・イエロー・モンキー） |
| verse 2'    | 甲本ヒロト（ザ・ハイロウズ） |
| bridge 2    | 山口洋（ヒートウェイヴ） |
| bridge 2'   | 宮沢和史（THE BOOM） |
| mid section | 宮沢和史 - 甲本ヒロト - 小暮"SHÄKE"武彦 - 吉井和哉 - 山口洋 - 延原達治 - 流賀良志彦 - 森重樹一 - モーガン・フィッシャー（モット・ザ・フープル） |
| chorus      | モーガン・フィッシャー以外の全ボーカル参加者。                                                                                                  |
02. ロックン・ロール・クイーン ("Rock and Roll Queen") - 3:38
作詞: ミック・ラルフズ (Mick Ralphs)
作曲: ミック・ラルフズ
カバーアーティスト: THE EASY WALKERS
英語の原歌詞カバー。オールマン・ブラザーズよりロックなツイン・リードギターを聴くことができる。
03. ホナルーチ・ブギ ("Honaloochie Boogie") - 4:54
作詞: イアン・ハンター
作曲: イアン・ハンター
カバーアーティスト: THE YELLOW MONKEY
吉井和哉による日本語アレンジ歌詞。サウンドはチープ・トリックのように力強く、ギターが重視されている。モーガン・フィッシャーはシンセサイザーとバッキング・ボーカルで参加。
イアン・ハンターは最初、曲のテンポが遅いのではないかと思ったが、良い作品に仕上がっていると評価した。ギターはオリジナルに忠実である。
ザ・イエロー・モンキーのアルバム『TRIAD YEARS actII〜THE VERY BEST OF THE YELLOW MONKEY』（1997年）、『MOTHER OF ALL THE BEST』（2004年）等に収録。
04. モット・ザ・フープルのバラッド ("Ballad of Mott The Hoople") - 7:11
作詞: ベルデン・アレン (Verden Allen)
作曲: デール・グリフィン (Dale Griffin)
カバーアーティスト: HEATWAVE
山口洋による日本語アレンジ歌詞。ロックンロールに関する見解において英語の原歌詞とは正反対の意味の一節がある。モーガン・フィッシャーはサンプラー、ハモンドオルガン、ピアノ、バッキング・ボーカルで参加。
モーガン・フィッシャーはTHE BOOMの宮沢和史の紹介でこのバンドを知った。
05. メンフィスからの道 ("All the Way from Memphis") - 5:19
作詞: イアン・ハンター
作曲: イアン・ハンター
カバーアーティスト: ブライアン・メイ
英語の原歌詞カバー。ブライアン・メイと付き合いの長いモーガン・フィッシャーは東京でメイにモット・ザ・フープルのトリビュートのアイデアについて話したところ、メイは帰国後にこの楽曲を制作した。その頃はまだ日本のトリビュートのアイデアはなかった。後にフィッシャーが日本のトリビュートアルバムを計画した時にメイに計画を言うと、メイは東京での話で制作した楽曲を日本のトリビュートアルバムに使用することを快諾した。
ボーカル、ギター、ベース、キーボードはブライアン・メイによる。ドラムスにコージー・パウエルが参加。モット・ザ・フープルのライブ音源の断片が使用されている。
ブライアン・メイのアルバム『アナザー・ワールド』（1998年）に同楽曲のカバーが収録されている。
06. 母になりたい ("I Wish I Was Your Mother") - 5:12
作詞: イアン・ハンター
作曲: イアン・ハンター
カバーアーティスト: 宮沢和史
宮沢和史による日本語アレンジ歌詞。イアン・ハンターは曲のエンディングを気に入っている。
モーガン・フィッシャーとTHE BOOMはアルバムや日本とブラジルでの公演等で一緒に仕事をしている。
07. ロックン・ロール黄金時代 ("The Golden Age of Rock 'n' Roll") - 2:55
作詞: イアン・ハンター
作曲: イアン・ハンター
カバーアーティスト: THE HIGH-LOWS
甲本ヒロトによる日本語アレンジ歌詞。「CDジャーナル」データベースによると、アルバム『MOTH POET HOTEL』の楽曲は「観念的なリメイクが多い」が、その中でこのザ・ハイロウズの楽曲は「楽しくて秀逸」である。アルバム中、ブライアン・メイの楽曲を除く他の楽曲は全てコロムビアの最新スタジオでレコーディングされたが、ザ・ハイロウズの楽曲は「ファンキーで小規模な」16トラックのアナログ・スタジオでレコーディングされた。
ザ・ハイロウズのアルバム『フリップ・フロップ』（2001年）に収録。
08. デス・メイ・ビー・ユア・サンタクロース ("Death May Be Your Santa Claus") - 6:44
作詞: ベルデン・アレン
作曲: イアン・ハンター
カバーアーティスト: THE PRIVATES
英語の原歌詞カバー。ボーカルはスタジオプリアンプによる歪みがある。
09. トゥルーディのバラッド ("Trudi's Song") - 7:01
作詞: イアン・ハンター
作曲: イアン・ハンター
カバーアーティスト: Psychodelicious
英語の原歌詞カバー。ワウワウギターを多用するなど原曲を大幅にアレンジした。モーガン・フィッシャーはアンビエントアナログシンセサイザーとハモンドオルガンで参加。チエ・カジウラがバッキング・ボーカルで参加。
10. モス・ポエト・ホテル ("Moth Poet Hotel") - 7:03
作詞: モーガン・フィッシャー
作曲: モーガン・フィッシャー
アーティスト: モーガン・フィッシャー
モーガン・フィッシャーがこのアルバム企画のために作詞作曲をした。TRIADのA&R担当者がこの曲名をアルバムの題名にするように提案した。曲名はモーガン・フィッシャーのマッキントッシュのアナグラムプログラムに由来する。「Moth Poet Hotel」のアルファベットの綴りを入れ替えると「Mott The Hoople」（モット・ザ・フープル）になる。フィッシャーは最初、短いインストゥルメンタルのつもりでいたが、リハーサル中に長くなってきて、さらにレコーディング中にスタジオで英語の歌詞を書いた。

このアルバムの参加者は他に鈴木享明（TENSAWのベーシスト）、富岡"GRICO"義弘（TENSAWのドラマー）など。